# Monte Grosso
Pour les articles homonymes, voir Montegrosso (homonymie) et Grosso (homonymie).
Le Monte Grosso (Monte Grossu en corse) est un sommet du massif du Monte Cinto ; ses deux cimes culminent à 1 935 m d'altitude. Visible depuis les quatre coins de la Balagne dont il est un sommet emblématique, le Monte Grosso est le plus septentrional des sommets de haute montagne de Corse.

## Géographie
Le Monte Grosso fait partie de la chaîne de montagnes principale de l'île qui la divise en deux parties inégales. Il se situe dans la « Corse occidentale » ancienne, constituée pour l'essentiel de roches granitiques, où s'élèvent les plus hauts sommets de l'île, et qui constitue une véritable barrière entre les deux départements actuels. Cette partie de l'île est séparée de la « Corse orientale » où dominent les schistes, par une dépression centrale, un sillon étroit constitué pour l'essentiel de terrains sédimentaires secondaires et tertiaires qui coupe l'île du nord-ouest au sud-est, depuis l'Ostriconi jusqu'à Solenzara.
Au nord, cette chaîne montagneuse passant par le San Parteo (1 680 m), le Monte Grosso, la Punta Radiche (2 012 m, premier 2 000 m de la chaîne), le Capu a u Dente (2 029 m) jusqu'au cirque de Bonifatu, est la limite septentrionale du parc naturel régional de Corse.
Au pied de ses faces nord et ouest, sont situés six villages de Balagne :
- Moncale ;
- Calenzana ;
- Zilia ;
- Cassano, Lunghignano et Montemaggiore, qui forment la commune de Montegrosso.

Le versant oriental, inhabité, donne sur le Giussani. Verdoyant, il est protégé des forts courants d'ouest qui balayent la Balagne par le haut rideau montagneux dont il fait partie. Il est couvert, en altitude par la forêt communale indivise de Mausoléo - Olmi-Cappella - Pioggiola, et plus bas, par la forêt territoriale de Tartagine-Melaja que la rivière de Melaja sépare.

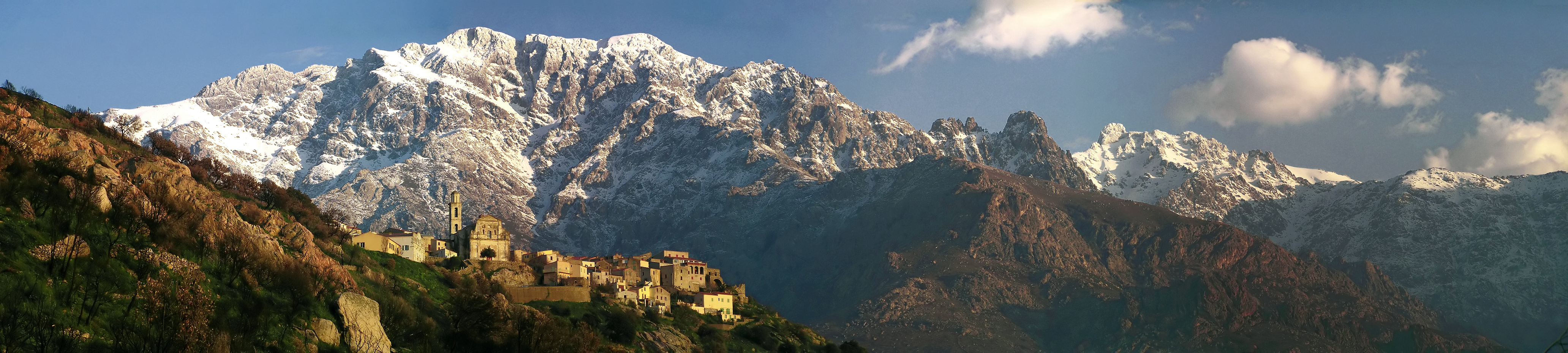
Montemaggiore (Pino) et le massif du Monte Grosso

## Histoire

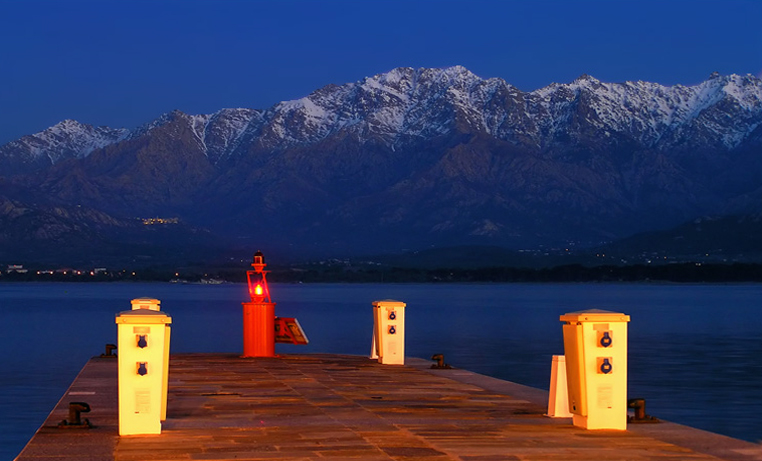
Le massif du Monte Grosso vu depuis Calvi

En 1768, la Corse passe sous administration militaire française ; le Monte Grosso donne son nom à l'ancienne pieve de Pino.
En 1790, la pieve de Monte Grosso devient le nom de canton de Calenzana.
En 1973, le Monte Grosso donne son nom à la commune issue de la fusion de Cassano et Saint-Rainier-de-Balagne : Montegrosso.

## Ascension
Deux itinéraires, en aller-retour sont possibles pour gagner le sommet :
- par la forêt de Melaja, avec un départ juste après le pont de Melaja (commune de Mausoléo), sur la route forestière qui mène à la maison forestière de Tartagine. Le dénivelé est de 1 164 m[2] ;
- par la vallée supérieure du fleuve Fiume Seccu, avec un départ du parking de A Flatta (commune de Calenzana), en remontant les vallons des ruisseaux de Frintogna et Pozzi. Le dénivelé est de 1 517 m[3].